# Joe Segal
Joe Segal (* 24. April 1926 in Philadelphia; † 10. August 2020 in Chicago) war ein US-amerikanischer Jazz-Veranstalter. Er war der Gründer und Besitzer des The Jazz Showcase in Chicago und organisierte seit 1947 Jazzveranstaltungen.
Segal wuchs in Philadelphia auf und hörte dort seine ersten Jazzkonzerte (Bigbands). Das setzte sich fort, als er im Zweiten Weltkrieg als Soldat bei der Luftwaffe in Champaign (Illinois) nahe Chicago stationiert war. Nach dem Krieg studierte er mit einem GI Bill an der Roosevelt University in Chicago und präsentierte dort Jazzmusiker live im Universitäts-Jazzclub, dem er 1947 beitrat. Dort traten neben lokalen Musikern auch durchreisende Bigband-Musiker und zum Beispiel Sonny Rollins, Charlie Parker und Lester Young auf. Als das Programm an der Roosevelt University 1957 endete präsentierte Segal Jazzmusiker an anderen Orten (insgesamt etwa 63 nach Segal´s eigener Einschätzung). Seinen ersten offiziellen Jazz-Showcase hatte er Anfang der 1970er Jahre in der Rush Street, heute ist er in der Dearborn Station. Typischerweise wurden Musiker für fünf Abende in der Woche engagiert und eine Sonntags-Matinee für Kinder.
Segal ist einer der Gründer des Jazz Institute of Chicago.
2015 erhielt er die NEA Jazz Masters Fellowship. 2013 wurde er Ehrendoktor der Roosevelt University.